# László Attila (énekes)
László Attila (Kézdivásárhely, 1996. október 18. –)  Fonogram-díjas erdélyi magyar énekes, a Csillag születik harmadik szériájának győztese.

## Életrajza
László Attila a székelyföldi Kézdivásárhelyen született idősebb László Attila és Boros Éva gyermekeként, testvére nincs. Már kiskorában érdeklődött a zene iránt, ezért szülei tízéves korától zongorázni taníttatták. Orgonán játszani a helyi templom kántora tanította meg.
2010-ben jelentkezett az akkor első ízben, a kézdivásárhelyi vigadóban megrendezett Erdély Hangja című tehetségkutató versenyre, ahol a 165 induló közül a harmadik fordulóig jutott el, ám a döntőbe nem került be.
Néhány hónappal később, 2011 tavaszán benevezett az RTL Klub által rendezett tehetségkutató műsor, a Csillag születik versenyzői közé. A válogatókon túljutva – a legjobb 24 előadó között – Máté Péter Most élsz! című dalát adta elő, amellyel bejutott a nyolc közé. A következő fordulókban Demjén Ferenc Várj, míg felkel majd a Nap című számát énekelte el, utána a Rómeó és Júlia című musicalből a Lehetsz királyt adta elő, majd Tabáni István Gyönyörű szép című dalát választotta, a legjobb négy közé pedig a Bergendy-együttestől a Mindig ugyanúgy és Charlie-tól a Könnyű álmot hozzon az éj eléneklése juttatta be. A június 4-én megtartott fináléban előbb Balázs Fecóval közösen a Korál együttes Hazafelé című számát adta elő, majd – már egyedül – Máté Pétertől a Zene nélkül mit érek ént énekelte el, és – bár a zsűri nem neki adta a legtöbb pontot – a közönség szavazatainak köszönhetően ő nyerte meg a versenyt, valamint a vele járó fődíjat.
Első albuma – a verseny egyik jutalmaként – 2012 tavaszán jelent meg Ezer szív együtt dobban címmel, melyen Dandó Zoltán, Krenyiczki Ervin, Kovács Enikő és Závodi Gábor új szerzeményeit adja elő. Ugyanebben az évben, április 17-én kapta meg a magyar állampolgárságot. A középiskolát Magyarországon végezte el, az érettségi vizsgát követően három évig a Kőbányai Zenei Stúdió zongora szakára járt. Szigetszentmiklóson él.

## Diszkográfia
- Ezer szív együtt dobban (2012)
- Indulnom kell (2021)

## Elismerései
- 2011 – a Csillag születik győztese
- 2012 – Transilvanian Music Awards – Az év férfihangja (erdélyi kategória)[13]
- Fonogram-díj (2023)
- „FIATALOK A POLGÁRI MAGYARORSZÁGÉRT"-Dij (2023)